# Karl Husberg
Karl Sigfrid Husberg, född 21 september 1854 i Växjö, död 20 maj 1928 i Stockholm, var en svensk ämbetsman och politiker.

## Biografi
Husberg studerade vid Uppsala universitet där han disputerade i juridik 1882. Som jurist arbetade han därefter bland annat vid Svea hovrätt och Hovrätten över Skåne och Blekinge innan han 1884 fick tjänst som landssekreterare i Norrbottens län. Han var riksdagsledamot i andra kammaren 1888–1890 för Luleå, Piteå och Haparanda valkrets, i första kammaren 1891–1893 för Västerbottens läns valkrets, i andra kammaren 1897–1902 för Luleå och Haparanda valkrets och åter i första kammaren 1905-1906 för Norrbottens läns valkrets. År 1893 utnämndes han till landshövding i Norrbottens län och arbetade som sådan främst med frågor kring kommunikationer, människornas miserabla levnadsförhållanden kring den expanderande gruvnäringen samt problemen för lantbruket. Han pläderade starkt för förbättrade kommunikationer i den norra landsändan samt för en delning av Härnösands stift, något som blev verklighet 1904 då Luleå stift bildades.
Husbergs administrativa skicklighet gjorde att han den 12 juli 1900 kallades som konsultativt statsråd, vilket han förblev till 19 juni 1905. Han var chef för ecklesiastikdepartementet 19 juni till 2 augusti 1905, och under sin statsrådstid kom han bland annat att få arbeta med unionsstriden och deltog i förhandlingarna med norrmännen. Husberg ville driva en mjukare linje gentemot Norge i fråga om konsulatväsendet, men blev överkörd av statsminister Erik Gustaf Boströms hårdare linje. I samband med unionskrisen och Boströms avgång utnämndes Husberg till ecklesiastikminister, men lämnade politiken (enligt egen utsago helt utan saknad) när han samma år utnämndes till landshövding för Älvsborgs län, en post han kvarstod på till sin pensionering 1922. Karl Husberg är begravd på Norra begravningsplatsen utanför Stockholm.

## Utmärkelser
- Kommendör med stora korset av Nordstjärneorden, 1 december 1902.[4]
- Storkorset av Norska Sankt Olavs orden, senast 1925.[4]
- Riddare av andra klassen av Ryska Sankt Annas orden, senast 1925.[4]